# Roberto Madrigal Gallegos
Roberto Madrigal Gallegos (* 8. Dezember 1967 in Ejido Iquinuapa, Tabasco, Mexiko) ist ein mexikanischer Geistlicher und römisch-katholischer Bischof von Tuxpan.

## Leben
Roberto Madrigal Gallegos studierte Philosophie und Theologie am Priesterseminar des Bistums Tabasco, für das ihm Bischof Florencio Olvera Ochoa am 30. November 1997 das Sakrament der Priesterweihe spendete.
Nach weiteren Studien am Institut für Spiritualität der Päpstlichen Fakultät Teresianum in Rom erwarb er das Lizenziat in spiritueller Theologie. Anschließend war er im Bistum Tabasco in der Priesterausbildung als Professor am Priesterseminar sowie als Pfarrer und Dekan tätig. Auf Diözesanebene war er für die Caritas und als geistlicher Beirat für die Kapellen der ewigen Anbetung verantwortlich. Er wurde zum Bischofsvikar ernannt und gehörte dem Priesterrat des Bistums an. Vor seiner Ernennung zum Bischof war er zuletzt Verantwortlicher für den Einführungskurs am Diözesanseminar.
Am 27. Februar 2021 ernannte ihn Papst Franziskus zum Bischof von Tuxpan. Die Bischofsweihe spendete ihm der Apostolische Nuntius in Mexiko, Erzbischof Franco Coppola, am 19. Mai desselben Jahres im Knabenseminar in Tuxpan. Mitkonsekratoren waren der Erzbischof von Jalapa, Hipólito Reyes Larios, und der Bischof von Tabasco, Gerardo de Jesús Rojas López.